# جمعية أطفالنا للصم
جمعية أطفالنا للصم هي مؤسسة غير ربحية تأسست عام 1992 في مدينة غزة، تعتبر الجمعية المرجع الرئيس ومركزاً للموارد فيما يتعلق بالصمم لمعظم المراكز والمؤسسات والعيادات والمستشفيات العاملة في قطاع غزة، وهي عضو فعال في شبكة المنظمات الأهلية وقطاع التأهيل فيها. هدفها مساعدة الأطفال والبالغين من ذوي الإعاقة السمعية في الحصول على الفرص من التعليم والتدريب المهني. يعمل في الجمعية أكثرمن 134 موظفا وموظفة يشكل الصم منهم أكثر من 55% يعملون جميعاً على خدمة الألاف من البالغين والأطفال من ذوي الإعاقة وعائلاتهم الفقيرة الذين ينتفعون من برامج وخدمات الجمعية المتنوعة. تبنت الجمعية منذ سنة 2017 النهج التنموي الشامل في تقديم خدماتها لضمان فرص متساوية ومجتمع متاح لجميع أفراده بما فيهم الأشخاص من ذوي الإعاقة، وتسعى الجمعية لتحقيق هدفها العام وهو العمل على تحسين جودة حياة الأطفال والبالغين من ذوي الإعاقة السمعية، عبر توفير خدمات تعليمية وصحية وإجتماعية متميزة، بالإضافة إلى توفير فرص عمل لائقة لهم.
حصلت جمعية أطفالنا للصم على جائزة فلك وعبد الكريم كامل الشوا للمؤسسات المجتمعية. 

## رؤيتها
تسعى الجمعية لخلق مجتمع فلسطيني يخدم جميع ذوي الإعاقة السمعية وتمكينهم في قطاع غزة، من خلال نهج تنموي شامل يهدف إلى تحسين جودة حياتهم. لها العديد من البرامج مثل برنامج تعليم لغة الإشارة وبرنامج حماية الطفل، وبرنامج التعليم الشامل وبرنامج تعليم الصم للكبار.

## أهدافها
من أهم أهداف الجمعية: 
تنمية المهارات الحياتية للأشخاص من ذوي الإعاقة السمعية.
تهيئة بيئة تعليمية تلبي احتياجات وتطلعات الطلاب من ذوي الإعاقة السمعية.
تطوير مهارات التوظيف لدى الشباب والشابات من ذوي الإعاقة.